# Mutu-ya-Kevela
Mutu-ya-Kevela (Luvemba, Reino Bailundo, c. 1870 – Reino Cuanhama, c. 1903), foi um comandante militar e vigésimo sexto Soma Inene (rei) do Reino Bailundo, sendo o último monarca do país Bailundo ainda independente.
A ele é atribuído o feito de ter liderado os maiores exercícios militares em solo africano contra uma potência colonial antes da Primeira Guerra Mundial, durante a parte final da Segunda Guerra Luso-Ovimbundo.

## Biografia
Nascido vila de Luvemba, no Reino Bailundo, viveu sua infância e juventude numa época de grande prosperidade, durante o reinado do Soma Inene Jolomba Chissende Ekuikui II (1876-1890).
Ainda na juventude, após a morte de Ekuikui II, vê seu país entrar na Segunda Guerra Luso-Ovimbundo contra o Império Colonial Português, fato que pôs seu povo em terríveis dificuldades, visto que o conflito acabou por causar até mesmo crimes de guerra contra os bailundos.
Possivelmente a este tempo, 1891/1892, ingressou no exército bailundo, destacando-se como militar, numa altura em que o reino conseguia somente fazer sua autodefesa diante das incursões portuguesas.
A ascensão do Soma Inene Kalandula (1900-1902) ao trono bailundo catapulta Mutu-ya-Kevela ao posto de Comandante-Geral das tropas do Exército Bailundo. Sua capacidade como estrategista militar, onde tinha a seu serviço somente 6 mil homens, ajuda os bailundos a frear momentaneamente o avanço lusitano, muito superior em equipamentos e preparo militar.
A prisão e posterior morte de Kalandula, após uma emboscada criada pelos militares portugueses, deixa o trono bailundo momentaneamente sem soberano. Como Kalandula não tinha sucessores com idade e preparo suficiente para assumir o trono, a corte do reino decidiu investir Mutu-ya-Kevela como o novo Soma Inene.
Ao assumir, Mutu-ya-Kevela consegue a façanha de retroceder as tropas lusitanas, reconquistando algumas posições a oeste. Outra decisão importante que toma é a aliança com o rei Samakaka, do Reino do Huambo, tomando sob seu comando cerca de 10 mil homens. Essas ações colocam-no como um dos grandes comandantes militares e diplomatas da história dos povos de Angola.
Porém, em 1902, um duro golpe foi dado na até então vitoriosa estratégia de Mutu-ya-Kevela: O padre Gueep da Missão Católica do Hanga, sob a justificativa de uma missão diplomática em favor dos bailundos, entregou as posições militares do reino aos portugueses, sob comando de Massano de Amorim. Os portugueses armaram emboscadas e cercaram as tropas bailundas, fazendo os reis Mutu-ya-Kevela e Samakaka empreenderem fuga. Em 1903, os últimos homens ainda resistem, com os reis conseguindo chegar à fronteira do Reino Cuanhama, onde são finalmente mortos.
A morte de Mutu-ya-Kevela põe fim à autonomia do Reino Bailundo, com o território tornando-se possessão definitiva de Portugal.

## Homenagens
A mais antiga e tradicional escola secundária angolana, o Liceu Nacional Salvador Correia de Luanda, após a independência ganhou o nome de Escola Mutu-ya-Kevela, que desde 2018 chama-se Magistério Mutu-ya-Kevela.